# Gynoplistia magnifica
Gynoplistia magnifica är en tvåvingeart som beskrevs av Edwards 1923. Gynoplistia magnifica ingår i släktet Gynoplistia och familjen småharkrankar. Inga underarter finns listade i Catalogue of Life.